# Comuna Vamdrup
Vamdrup (Vamdrup Kommune) a fost o comună din comitatul Vejle Amt, Danemarca, care a existat între anii 1970-2006. Comuna avea o suprafață totală de 101,55 km² și o populație de 7.566 de locuitori (în 2006), iar din 2007 teritoriul său face parte din comuna Kolding.
1. ↑  Danske borgmestre 1970-2018 (PDF)